# (1363) Herberta
(1363) Herberta es un asteroide perteneciente al cinturón de asteroides descubierto por Eugène Joseph Delporte el 30 de agosto de 1935 desde el Real Observatorio de Bélgica, Uccle.

## Designación y nombre
Herberta se designó inicialmente como 1935 RA.
Más adelante fue nombrado en honor del político estadounidense Herbert Clark Hoover (1874-1964), quien fuera el trigésimo primer presidente de los Estados Unidos.

## Características orbitales
Herberta está situado a una distancia media de 2,903 ua del Sol, pudiendo alejarse hasta 3,104 ua. Su inclinación orbital es 1,102° y la excentricidad 0,06927. Emplea 1806 días en completar una órbita alrededor del Sol.